# Ernest Boka
Pour les articles homonymes, voir Boka.
Ernest Boka, né le 7 décembre 1928 à Azaguié et mort le 6 avril 1964 à Yamoussoukro, est un homme politique et diplomate ivoirien.

## Famille
Ernest Boka est d'ethnie Abé du sous-groupe Krobou.
Il était le cinquième enfant d’une famille de sept, né de son père Boka N’Guessan (abé) et de sa mère Yavo N’Gbéssô (attié).
Il était l’emblématique fils sur qui reposait la famille[En quoi ?]. Ernest Boka était tout pour toute la région[non neutre]. Il a conçu Odélia Boka[réf. nécessaire].

## Etudes
A 15 ans, en 1942, Ernest Boka est admis au concours d'entrée à l'École primaire et secondaire (EPS) de Bingerville puis admis en 1945 au concours d'entrée à l’École normale de Katibougou au Soudan français (actuel Mali) d'où il sort major de sa promotion pour la Côte d'Ivoire et deuxième de l'A.O.F.
Président des étudiants et élèves de l'A.O.F au Soudan, Ernest Boka mène un mouvement de grève qui débouche sur la fermeture de l'école et le renvoi de tous les élèves.
Il est ensuite instituteur au Sénégal.
Peu après, il fait partie du « contingent » ivoirien dit de « l’aventure 1946 », après qu'il eut obtenu une bourse d'études supérieures.
Il obtient en France un doctorat en droit à 27 ans (premier ivoirien) et de son diplôme d'avocat en 1954.

## Début de carrière politique
Il est engagé comme stagiaire au barreau de Grenoble, avant d'être recruté par le cabinet de François Mitterrand, alors ministre des colonies de l'A.O.F. Il est chef de cabinet du gouverneur général de Côte d'Ivoire en 1957, ministre de l'Éducation nationale en 1958, ministre de la Fonction publique en 1959 et chef de la délégation ivoirienne à l'ONU en 1960.
En janvier 1961, ce proche de Félix Houphouët-Boigny, membre du PDCI, est nommé comme premier président de la Cour suprême de la Côte d'Ivoire.

## Pseudo-complot de 1963
Impliqué dans le pseudo-complot de janvier 1963, il doit démissionner de son poste mais n'est pas incarcéré. Il fait même partie de la délégation ivoirienne à la dix-huitième session de l'Assemblée générale de l'ONU.
Selon une autre version, il démissionne de la présidence de la Cour Suprême pour protester contre l'arbitraire des arrestations dans le cadre du pseudo-complot, refusant de juger ses amis dont Charles Bauza Donwahi, Jean-Konan Banny, Samba Diarra.
Ernest Boka est arrêté le 2 avril 1964 et placé à la prison d'Assabou (Yamoussoukro). Le 6, il est retrouvé pendu en ayant attaché son pantalon de pyjama à la conduite de sa douche, selon les autorités.
Le 14 avril, le président Houphouët-Boigny annonce publiquement sa mort, et lit le document que Ernest Boka aurait laissé dans lequel il se décrit sous les traits d'un ambitieux et d'un voleur et révèle qu'après avoir consulté un marabout qui lui avait prédit les plus hautes destinées, notamment d'atteindre au pouvoir suprême de l'Etat, il n'avait cessé de comploter pour réaliser cette prédiction.
Le chef de l'Etat révèle par la même occasion qu'un serveur du palais devait verser du poison dans ses aliments et que plusieurs valises de fétiches et flacons de philtres avaient été retrouvés dans les affaires d'Ernest Boka, dont deux cercueils miniatures renfermant chacun une photo de M. Houphouët-Boigny et devant, après certaines incantations, provoquer la mort de ce dernier.

## Réhabilitation partielle
Le président Henri Konan Bédié lui a érigé un mausolée dans son village natal de Grand-Morié, à une quinzaine de kilomètres d'Agboville, où le président Ouattara s'est également recueilli.
Toutefois, une partie de sa famille continue à réclamer sa pleine réhabilitation politique. En effet, ses biens n'ont jamais été rendus à sa famille et aucune rue, aucune école ne porte son nom.